# Zavreliella cranstoni
Zavreliella cranstoni är en tvåvingeart som beskrevs av Reiss 1990. Zavreliella cranstoni ingår i släktet Zavreliella och familjen fjädermyggor.
Artens utbredningsområde är Sarawak. Inga underarter finns listade i Catalogue of Life.